# Ittigen
Ittigen es una ciudad y comuna suiza del cantón de Berna, situada en el distrito administrativo de Berna-Mittelland. Limita al norte con la comuna de Münchenbuchsee, al este con Bolligen, al sur con Ostermundigen y Berna, y al oeste con Zollikofen y Moosseedorf.
Hasta el 31 de diciembre de 2009 situada en el distrito de Berna.

## Economía
La comuna es la sede social del grupo Swisscom, la empresa telefónica más importante de Suiza.

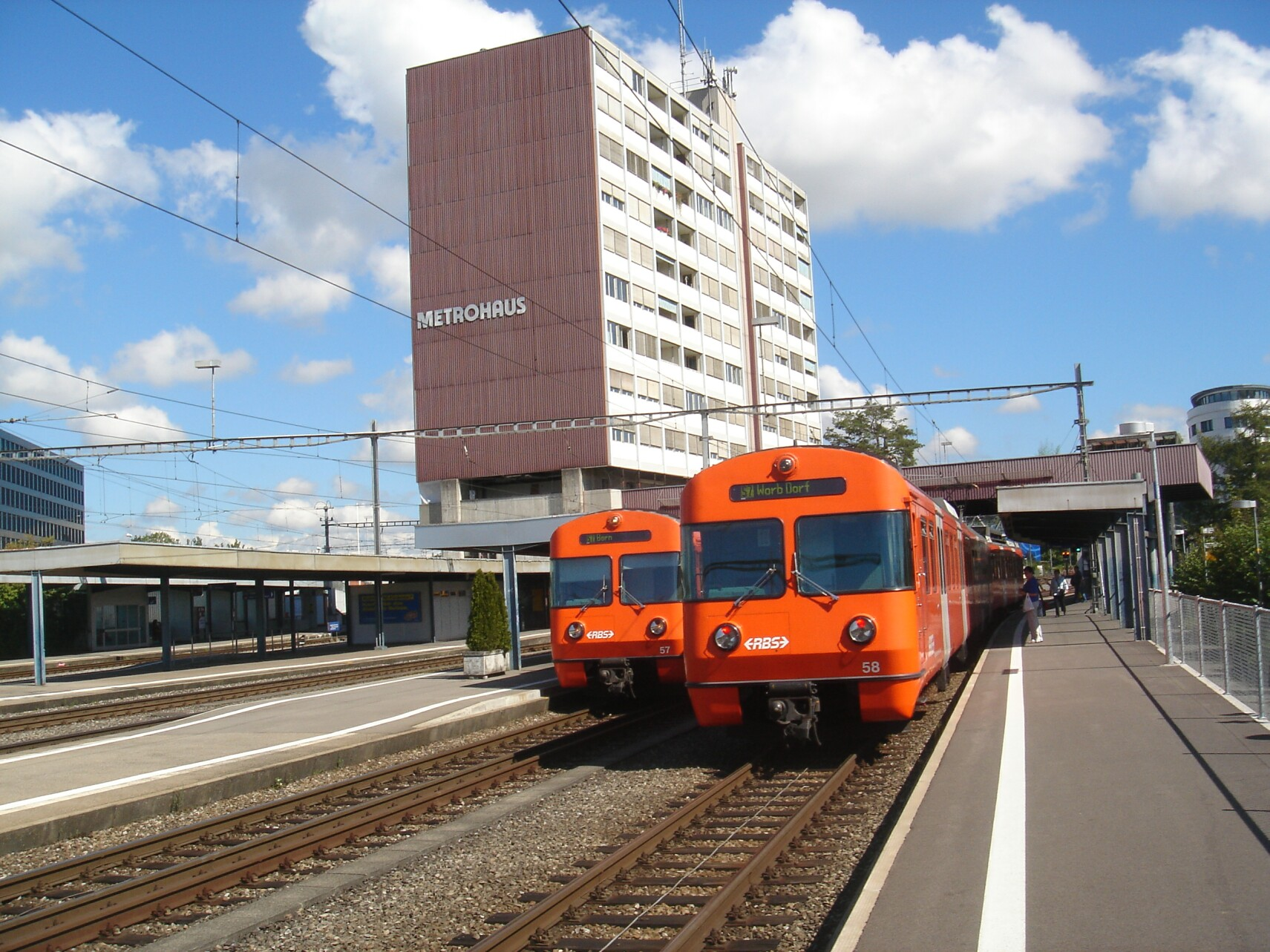
Estación de trenes de Ittigen.